# Ante Žižić
Ante Toni Žižić (Split, 4 de janeiro de 1997) é um jogador croata de basquete profissional que atualmente joga pelo Maccabi Tel Aviv que disputa a EuroLiga e Ligat HaAl.
Žižić foi selecionado pelo Boston Celtics como a 23° escolha geral no Draft da NBA 2016. Em agosto de 2017, ele foi envolvido na troca que levou Kyrie Irving ao Celtics e Isaiah Thomas ao Cleveland Cavaliers.

## Carreira profissional

### Europa
O primeiro time de Žižić foi o KK Split, na temporada 2013-14, mas ele jogou pelo time júnior, no qual jogou apenas em 3 jogos. Ele então se mudou para o time júnior do Cedevita Zagreb e, com eles, jogou em 5 jogos. Para começar a temporada de 2014-15, ele jogou pelo Gorica.
Ele se mudou para o time principal do Cibona pelo resto da temporada. Nesse ano, ele obteve uma média de 7,4 pontos, 0,3 assistências, 0,3 roubadas de bola e 0,9 bloqueios em 15,5 minutos por jogo.
Ele foi eleito o Melhor Prospecto da temporada de 2015-16 da ABA League. Naquela temporada, ele teve uma média de 12,7 pontos, 7,2 rebotes e 1,2 bloqueios em 24,8 minutos por jogo. 
Em 27 de dezembro de 2016, Žižić deixou o Cibona e assinou com a equipe turca Darüşşafaka, da Liga Turca de Basquetebol.
Com o Darüşşafaka, Žižić estreou-se na EuroLeague, em 30 de dezembro de 2016, em uma derrota por 81-77 contra o FC Barcelona. No seu primeiro jogo na EuroLeague, Žižić registrou 4 pontos, 6 rebotes, 2 roubadas de bola e 2 bloqueios.

### NBA
Žižić foi selecionado pelo Boston Celtics como a 23° escolha geral no Draft da NBA 2016.
Em 1 de julho de 2017, Žižić assinou com o Boston Celtics. Antes mesmo de disputar um único jogo da temporada regular pelos Celtics, Žižić foi negociado com o Cleveland Cavaliers ao lado de Isaiah Thomas e Jae Crowder em troca de Kyrie Irving em 22 de agosto de 2017.
Ele começou a ter mais minutos de jogo depois do All-Star Game de 2018, principalmente devido a lesões de Kevin Love e Tristan Thompson. Seu melhor jogo do período aconteceu no dia 11 de março, quando ele marcou 15 pontos e teve 7 rebotes em uma derrota para o Los Angeles Lakers. No último jogo da temporada regular, ele registrou 20 pontos e 7 rebotes. Os Cavaliers chegaram às Finais da NBA de 2018, mas perderam a série por 4-0 para o Golden State Warriors.

## Carreira na seleção
Žižić jogou nas seleções juniores da Croácia. Com as seleções juniores da Croácia, ele jogou no EuroBasket Sub-16 de 2013, no EuroBasket Sub-18 de 2014, onde conquistou uma medalha de bronze e no Campeonato Mundial Sub-19 de 2015, onde ganhou uma medalha de prata.

## Vida pessoal
O irmão mais velho de Žižić, Andrija, também era um jogador profissional de basquete. Os dois irmãos foram companheiros de equipe no Cibona na temporada de 2015-16. Seu irmão mais velho jogou 107 partidas da EuroLeague pelo Cibona, FC Barcelona, Olympiacos e Panathinaikos. Ele ganhou um título da EuroLeague com o Maccabi Tel Aviv.

## Estatísticas

### NBA

#### Temporada regular
| Year     | Team      | GP | MPG  | FG%  | 3P% | FT%  | RPG | APG | SPG | BPG | PPG |
| -------- | --------- | -- | ---- | ---- | --- | ---- | --- | --- | --- | --- | --- |
| 2017–18  | Cleveland | 32 | 6.7  | .731 | –   | .724 | 1.9 | .2  | .1  | .4  | 3.7 |
| 2018–19  | Cleveland | 59 | 18.3 | .553 | –   | .705 | 5.4 | .9  | .2  | .4  | 7.8 |
| Carreira | Carreira  | 91 | 14.2 | .583 | –   | .708 | 4.2 | .6  | .2  | .4  | 6.4 |

#### Playoffs
| Year     | Team      | GP | MPG | FG%  | 3P% | FT%  | RPG | APG | SPG | BPG | PPG |
| -------- | --------- | -- | --- | ---- | --- | ---- | --- | --- | --- | --- | --- |
| 2018     | Cleveland | 8  | 2.9 | .500 | -   | .500 | .8  | .1  | .0  | .1  | 1.6 |
| Carreira | Carreira  | 8  | 2.9 | .500 | -   | .500 | .8  | .1  | .0  | .1  | 1.6 |

### EuroLeague
| Year     | Team        | GP | MPG  | FG%  | 3P%  | FT%  | RPG | APG | SPG | BPG | PPG |
| -------- | ----------- | -- | ---- | ---- | ---- | ---- | --- | --- | --- | --- | --- |
| 2016–17  | Darüşşafaka | 20 | 21.9 | .649 | .000 | .643 | 6.7 | .4  | .2  | .8  | 9.0 |
| Carreira | Carreira    | 20 | 21.9 | .649 | .000 | .643 | 6.7 | .4  | .2  | .8  | 9.0 |

Fonte: